# Rio Soturno
O rio Soturno é um rio brasileiro do estado do Rio Grande do Sul.